# Cassette single
Cassette single (CS, também conhecido pela marca registrada "Cassingle"  ou capitalizado como marca registrada "Cassette Single" ) é um single lançado no formato fita cassete.

## História
Gravadoras americanas começaram a lançar cassette singles em larga escala em 1987, quando as vendas de álbuns de vinil foram declinando em favor de gravações de cassetes; o formato cassette single foi concebido para substituir o 45 rpm de uma forma semelhante. O formato não era novo, já que, o single "C30, C60, C90, Go!" da banda inglesa Bow Wow Wow havia sido lançado em fita cassete no Reino Unido em 1980, e a gravadora I.R.S. Records lançou o single Vacation do grupo The Go-Go's, nos Estados Unidos em 1982. 
O primeiro cassette single no Reino Unido foi lançado em 1978, com a canção Howard Hughes do grupo The Tights. O selo ZTT fez bom uso do formato em 1984, com singles lançados por Frankie Goes to Hollywood, Art of Noise e Propaganda, sendo emitidos em versões únicas em fita cassete.

## Embalagem
Originalmente, a maioria dos cassette singles era lançado em um cartão de papelão, normalmente embalada em plástico. Alguns singles continham uma música de cada lado, do mesmo modo que o formato 45 rpm, mas outros repetiam as músicas de ambos os lados. Às vezes, cassette singles eram vendidos na mesma embalagem como cassetes padrões, uma caixa de plástico com um encarte de papel contendo informações sobre as canções.
Conforme a cassete maxi single era lançada, embalagens mais intrincadas eram incorporadas, o que a tornava parecida com a embalagem regular de um lançamento em formato cassete. Estes eram colocados em estojos de plástico com uma inserção de papel cartolina. Ao contrário de um álbum de estúdio completo em cassete, estes eram, em geral, apenas embutidos de dois lados em vez de serem dobrados. Maxi-singles geralmente continham quatro versões de uma única canção, ou seja: mixes raros e edições, mas algumas continham versões de duas canções diferentes.

## Popularidade
Embora a esse tipo de cassete tenha alcançado um alto nível de popularidade nos anos 1980, devido à onipresença de dispositivos móveis, como o Walkman da Sony, o radiocassete e os tocadores para carros, cassette singles nunca ofuscaram os discos de vinil, na mesma medida como os álbuns de cassetes fizeram. Nos Estados Unidos, cassette singles foram completamente eliminadas até o início de 2000.